# Tepehuacán de Guerrero
Tepehuacán de Guerrero è un comune del Messico, situato nello stato di Hidalgo.